# Київ-Південний (аеродром)
Аеродром «Київ-Південний» (англ. Kyiv-South Airfield) — спортивний аеродром побудований 2009 року у Київській області, розташований за 60 кілометрів від столиці у напрямку на південь по автошляху М-05 «Київ-Одеса». Знаходиться біля населених пунктів Ксаверівка, Пінчуки та Гребінки Васильківського району Київської області.
   Аеродром «Київ-Південний» має сертифікат № АП 09-12, . Аеродром призначений для проведення навчально-тренувальних польотів, підготовки пілотів літаків, вертольотів, виконання стрибків з парашутом. Він відповідає вимогам законодавства  аеродромів України про цивільну авіацію, сертифікований класу аеродрому — Е і відповідає сертифікаційним вимогам до цивільних аеродромів України, та наказу Державіаслужби № 109 від 14.02.2006 року. Аеродром «Київ-Південний» придатний для експлуатації цілий рік. Для літаків індексу 1 типу АН-2, АН-3Т та для вертольотів на вертолітному майданчику вдень і вночі типу МІ-8, КА-32 та більш легких ПС. Аеродром «Київ-Південний» експлуатується українськими компаніями.
На аеродромі побудовано і введено в експлуатацію чотири закриті ангари для повітряних суден, один з яких обладнаний системою теплового режиму, який дозволяє виконувати регламентні та ремонтні роботи на повітряних суднах марки АН-2,АН-3Т, МіІ-8, КА-32, AW-109,  AW-139, МВЕН-2.
Вертолітний майданчик обладнано світлосигнальною системою вогнів «TRANSCON», яка відповідає — «Приложение 14 к Конвенции о международной гражданской авиации. 2т./изд. 4-е, июль 2013 г. Аэродромы. Том II Вертодромы», та наказу Державіаслужби № 109 від 14.02.2006 року.
Аварійно-рятувальне та протипожежне забезпечення відповідає — наказу Міністерства інфраструктури України № 286 від 07.05.2013 року та сертифікаційним вимогам до цивільних аеродромів України.
Має склад паливно-мастильних матеріалів для забезпечення повітряних суден паливом, хімічну лабораторію научно-технічного центру по метрологічному забезпеченню експлуатації і ремонту авіаційної техніки ТОВ "Авіакомпанії «Росьавіа», новий адміністративний корпус з обладнаними приміщеннями для проведення лекцій та теоретичних навчань льотно-технічного персоналу авіакомпаній.
На аеродромі базується та функціонує ГО Парашутний клуб «5 Океан», здійснюються парашутні стрибки для новачків та професіоналів, проводяться змагання з парашутних дисциплін з літаків АН-3Т.

## Основні параметри
Аеродром Київ-Південний призначений для проведення навчально-тренувальних польотів, підготовки пілотів літаків, гелікоптерів, виконання стрибків з парашутом.
На аеродромі «Київ-Південний» базуються літаки АН-3Т, гелікоптери Мі-8 та КА-32.
Основними видами діяльності є авіаперевізки, гелікоптерні роботи, технічне обслуговування та ремонт гелікоптерів та авіаційно-спортивний (парашутний клуб, школа пілотів)
Для викидання парашутистів, використовується літак Ан-3Т з постійно робочою висотою 4000 м, або гелікоптер Мі-8.

## Технічні дані аеродрому
- Частота аеродрому 126.150 МГц «Ксаверівка-Вишка»[9]
- Код аеродрому згідно ICAO — UKBD[3]
- Магнітне схилення — 6.8[3]
- Поясний час — UTC +3[3]
- AFIS — 126.150[9]
- Клас аеродрому, індекси повітряних суден (код аеродрому за ICAO): клас Е, індекс 1 та вертольотів усіх типів[10]
- PCN покриття ЗПС аеродрому: Асфальтобетон, 13т/1,0 МПа[10]
- Власник аеродрому + власник сертифіката: ТОВ «Оксаванекспорт ЛТД»[10]
- Строк дії сертифіката (посвідчення): 16.12.22, без права пасажирських перевезень[10]
- Категорія ШЗПС аеродрому: Необладнаний[10]

## Парашутний клуб «5 Океан»

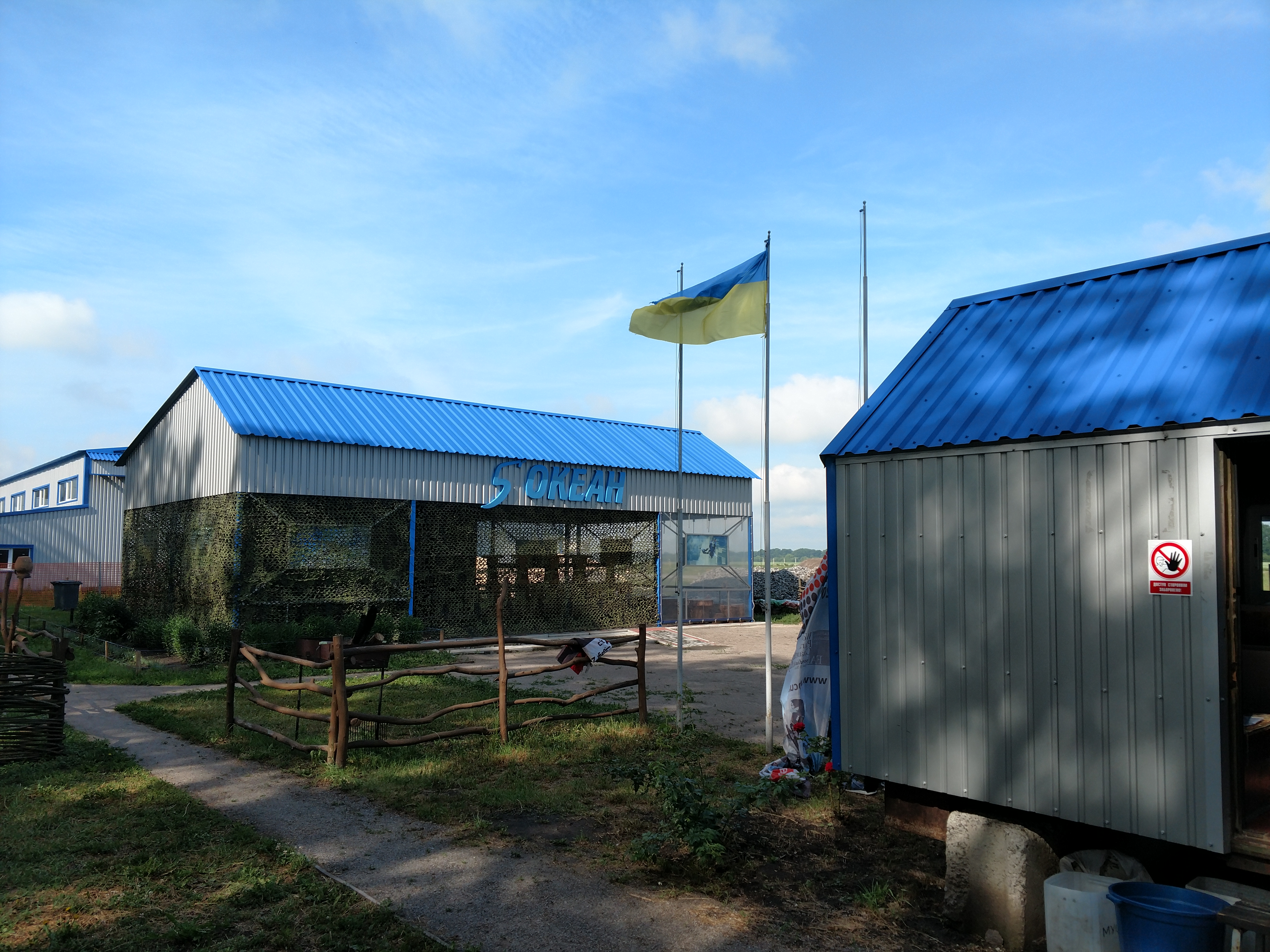
Вид на дропзону «5 Океан»

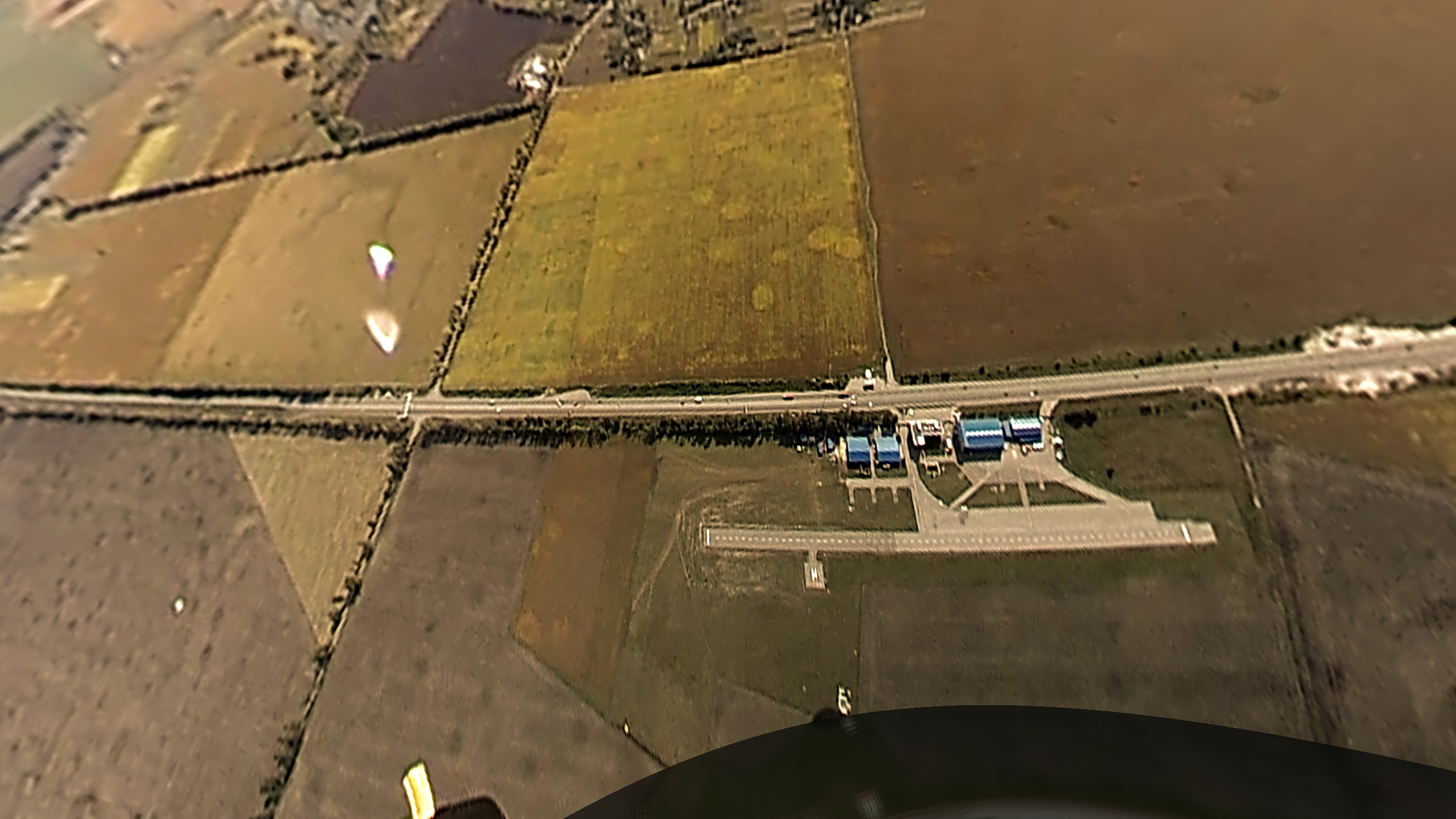
Вид з висоти польоту парашутистів

Стрибковий сезон в парашутному клубі «5й океан» починається в залежності від погоди, зазвичай у квітні або травні, і закінчується в жовтні-листопаді кожного року (також в залежності від погоди). Робочі дні — вихідні та свята, також на час проведення навчально-тренувальних зборів військових. Аеродром працює з 10:00 і до заходу сонця.
В клубі проводяться:
- Парашутні стрибки для сертифікованих парашутистів;
- Організація і проведення змагань (в тому числі змагань спортсменів-вінгс'ютерів[11]);

Парашутні стрибки для починаючих парашутистів, за такими програмами:
- Стрибок з інструктором (тандем-стрибок(інші мови))
- Стрибки за програмою AFF(інші мови)
- Подальше навчання

## Школа пілотів
Школа пілотів проводить навчання за програмами підготовки членів екіпажу літаків АН-3, ІЛ-76, а також багатомоторних гелікоптерів.
Послуги, що надаються школою пілотів:
- періодична підготовка членів льотних екіпажів, що виконують польоти на багатомоторних гелікоптерах
- періодична підготовка членів льотних екіпажів, що виконують польоти на літаку АН-3
- періодична підготовка членів льотних екіпажів, що виконують польоти на літаку ІЛ-76
- керування ресурсами екіпажу
- авіаційна безпека
- авіаційна англійська мова
- екзамен по англійській мові для бортінженерів
- перепідготовка членів льотних екіпажів, що виконують польоти на багатомоторних гелікоптерах
- визначення рівня знань англійської мови у відповідності до шкали ICAO

## Центр технічного обслуговування і ремонту
Центр технічного обслуговування і ремонту знаходиться у ангарі площею 2104 м², що дозволяє розміщувати гелікоптери всіх типів, що існують на даний момент, включаючи Мі-26 (в тому числі Мі-8Т, Мі-8МТВ-1, Мі-171, Мі-26Т, Ка-32 (всі модифікації), літак Ан-3Т, Eurocopter AS 350, AS 355, EC 130, EC 120, американські гелікоптери Robinson R 22, R 44 і Bell 206). У ангарі розміщено обладнання по технічному обслуговуванню і ремонту, а підлога сертифікована за вимогами IATA. Центр технічного обслуговування і ремонту створений у відповідності до європейських стандартів і на 2017 рік є єдиним в Україні, який сертифіковано українським департаментом авіації, а також молдавським та іспанським департаментами по стандартам JAR-145.

## Літальні апарати аеродрому

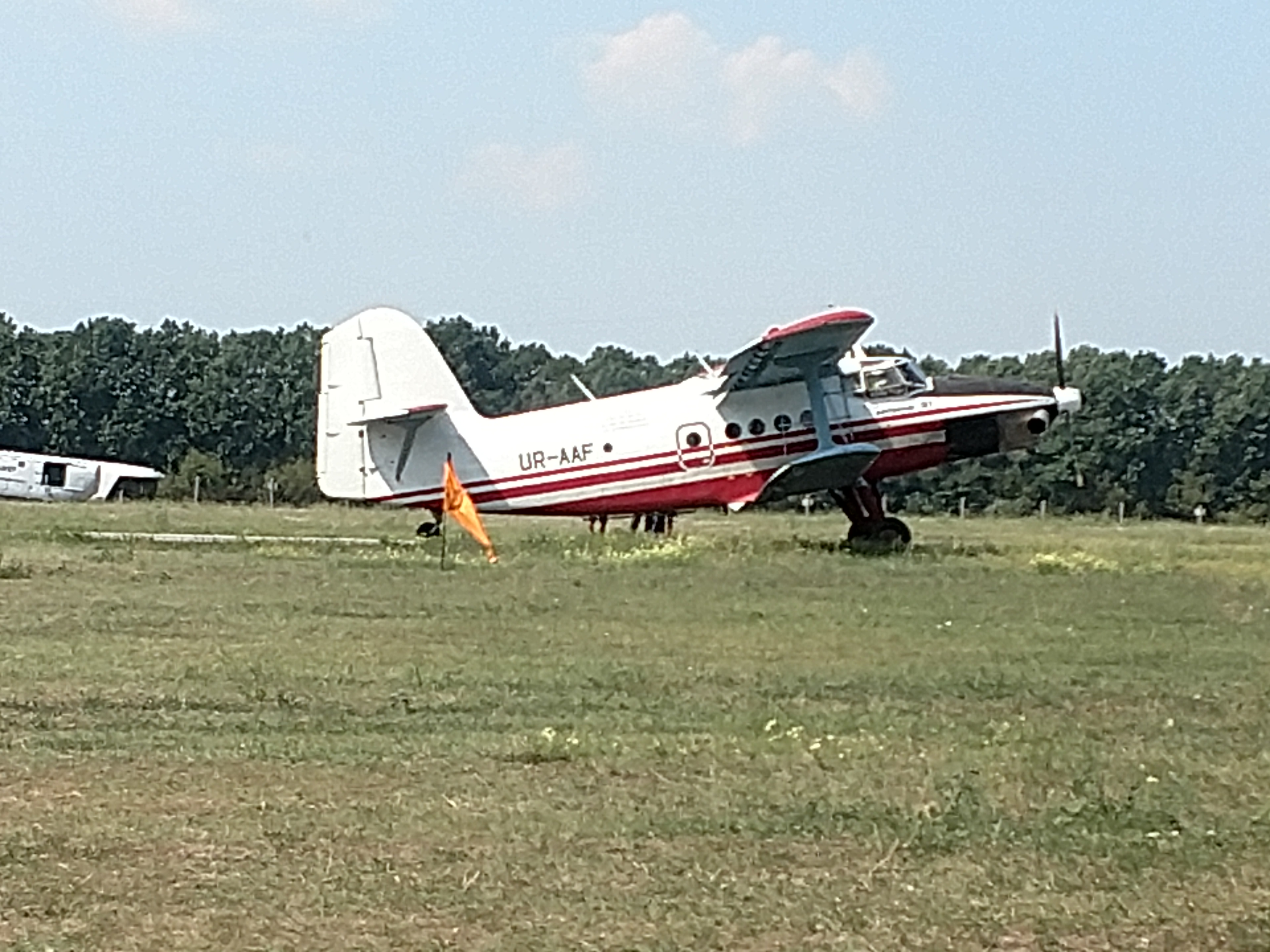
Ан-3Т (UR-AAF)
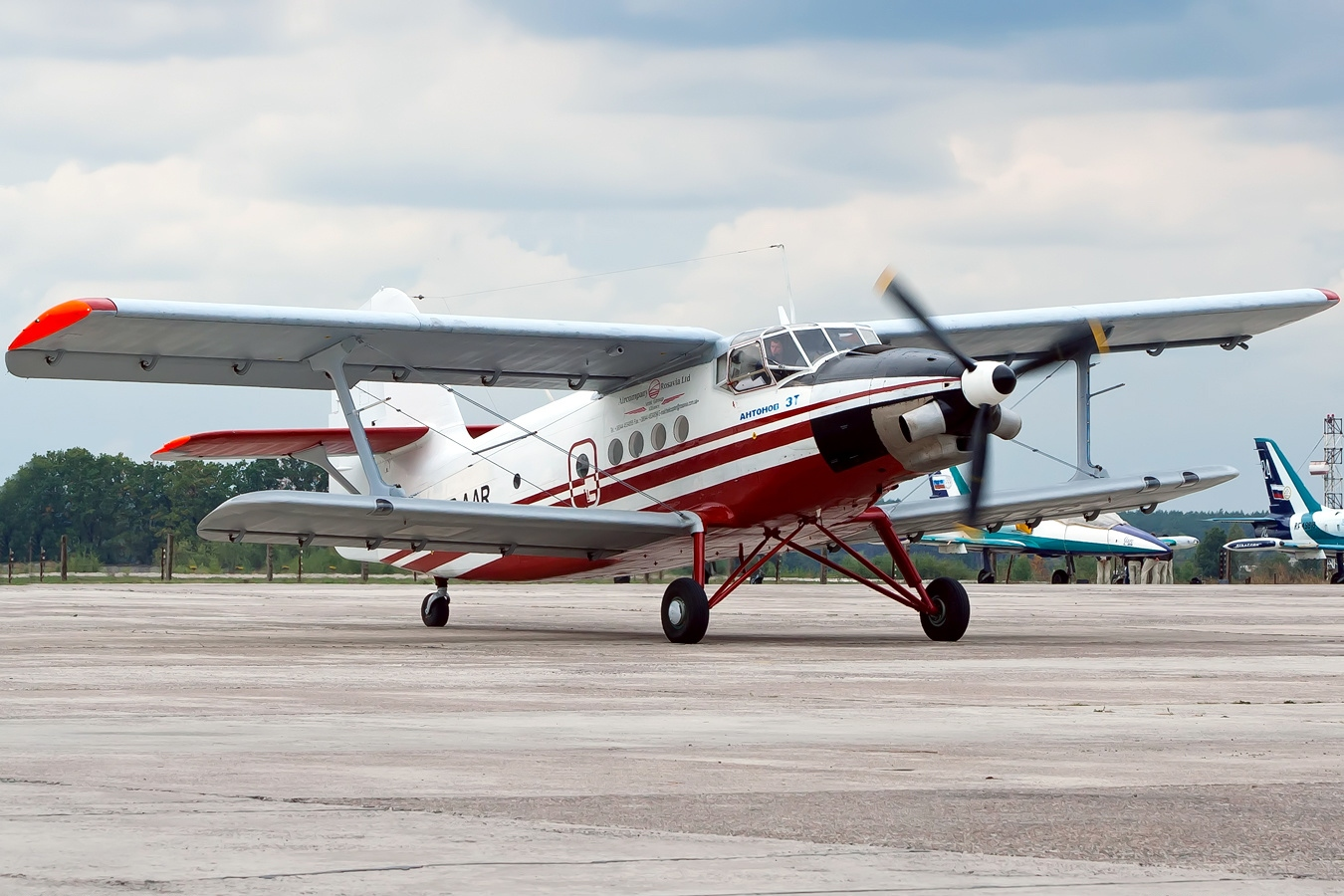
Ан-3Т (UR-AAR)
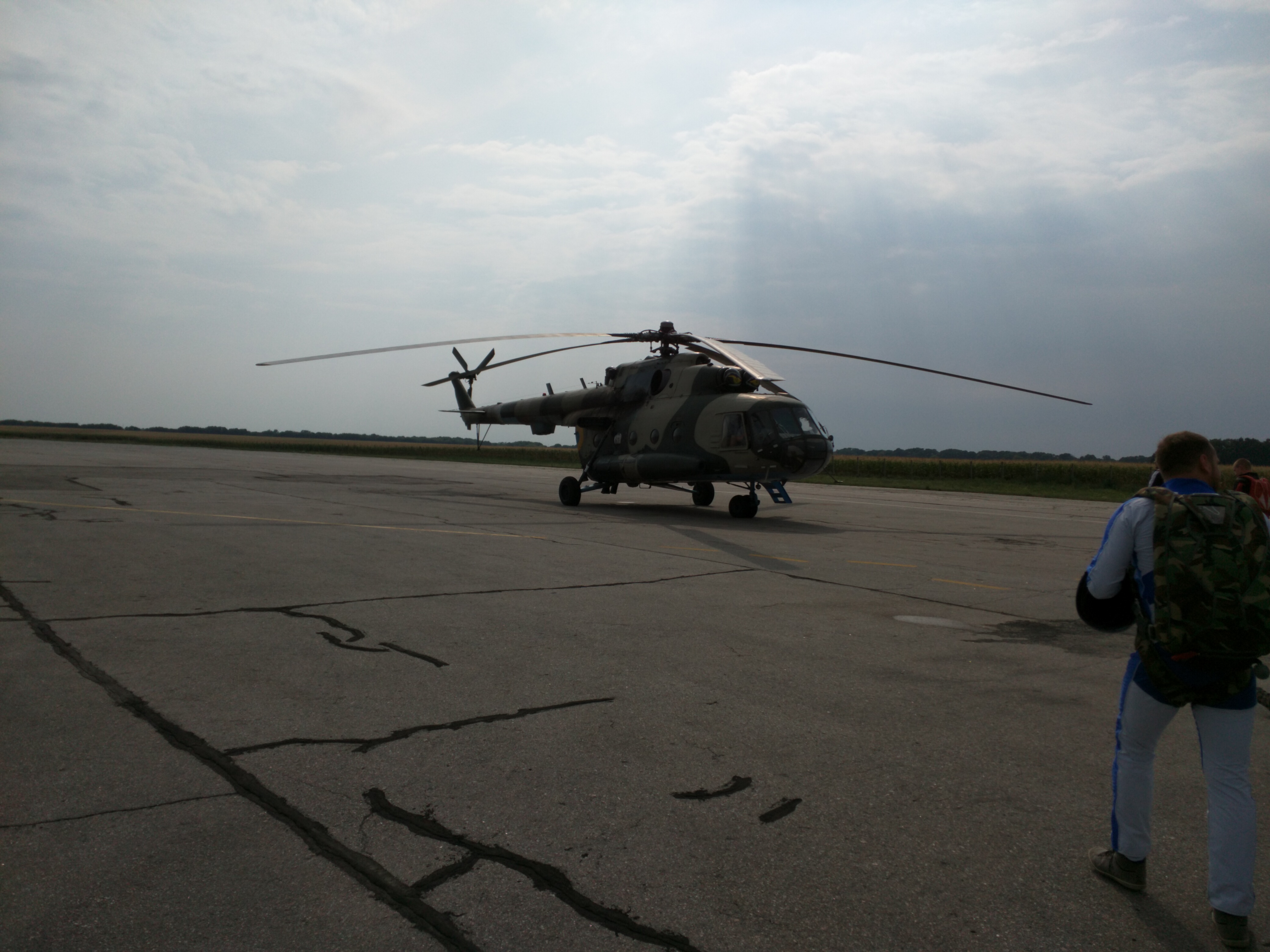
Мі-8МТВ